# Kedjedriven hiss
En kedjedriven hiss är en typ av hiss som till skillnad från traditionella hissar (med linor och motvikt) "klättrar" på kedjor i hisschaktet. Hissen motor är placerad på hisskorgens tak och apparatskåpet är placerat i hisskorgen bakom en av väggarna. 
Fördelen med denna hissmodell är att den kräver minimalt med utrymme i fastigheterna i och med att inget maskinrum behövs.
Nackdelen med denna hissmodell är att de inte är dimensionerade för särskilt många starter per tidsenhet, vilket gör att slitdelarna tar slut fort med driftstopp och dyra reparationskostnader som följd.
Tillverkningen av kedjedrivna hissar i Sverige startades på 1980-talet av framförallt Inliftor och lades ned i mitten av 1990-talet. 
Ungefär 600 hissar av denna modell har monterats, främst i Sverige men även ett fåtal i andra länder. Kedjorna är på grund av Boverkets riktlinjer ofta de mest kritiska komponenterna eftersom Boverket föreskrivit att de ska bytas ut vart tionde år, och det är dyrt att byta ut kedjorna.